# Evangelikální teologický seminář
Evangelikální teologický seminář - Vyšší odborná škola teologická a sociální (ETS) je vyšší odbornou školou nabízející studium evangelikální teologie, sociální práce a pastorace. Seminář sídlí v Praze. Jeho zřizovatelem je Církev bratrská.
V letech 1990–1993 nesl název Teologický seminář Církve bratrské.
Řediteli školy byli postupně Miloslav Jech (1990–1996), David Javornický (1996–1998), Karel Taschner (1998–2007), Jan Valeš (2007–2017) a Miloš Poborský (od roku 2017).